# Lisa Weise

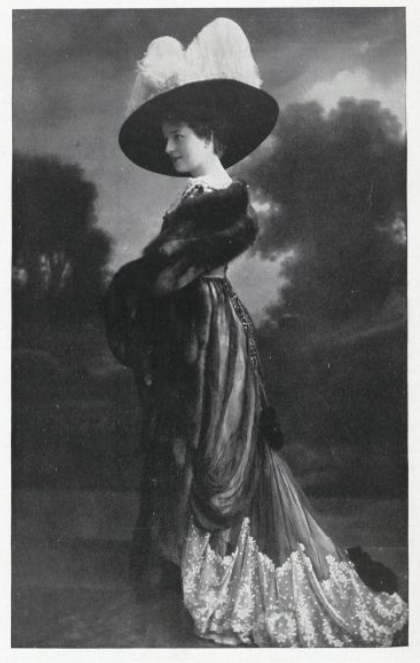
Lisa Weise (Abb. Berliner Leben)

Lisa Weise (* 16. Dezember 1880 als Louise Ottilie Georgine Anna Weise in Weimar; † 6. Dezember 1951 ebenda) war eine deutsche Schauspielerin und Sängerin.

## Leben und Wirken
Die Tochter des Oboisten und Großherzoglichen Kammervirtuosen Ernst Weise und seiner Frau Ottilie, geb. Zimmermann, begann ihre Bühnenlaufbahn 1903 in Metz und spielte dann zwischen 1904 und 1910 an verschiedenen Berliner Theatern. 1910 wechselte sie für eine Saison ans Johann Strauß-Theater nach Wien, ehe sie wieder nach Berlin zurückkehrte, wo sie bis 1917 am Neuen Operettentheater am Schiffbauerdamm wirkte.
Parallel zu ihrer Bühnentätigkeit trat Lisa Weise ab 1915 regelmäßig als Hauptdarstellerin vor die Kamera, nachdem sie bereits 1910 einen Auftritt in dem „Tonbild“ Der Graf von Luxemburg absolviert hatte.
Meist agierte sie an der Seite von Karl Beckersachs unter der Regie von Friedrich Zelnik.
Weise war von 1907 bis 1919 mit dem Fabrikbesitzer Felix Stern verheiratet, der 1915 für Carl Wilhelms Spielfilm Carl und Carla als Drehbuchautor verantwortlich zeichnete.

## Filmografie
- 1910: Der Graf von Luxemburg
- 1915: Carl und Carla
- 1916: Fräulein Wildfang
- 1917: Klein Doortje
- 1917: Edelweiß
- 1917: Ein Zirkusmädel
- 1917: Durchlaucht Hypochonder
- 1917: Das große Los
- 1917: Gänseliesel
- 1918: Der Liftjunge
- 1918: Amalie – 45 Mark

## Hörspiele (Auswahl)
- 1926: Kurt Kraatz, Georg Okonkowski: Polnische Wirtschaft. Posse mit Gesang in 3 Akten. Regie: Alfred Braun (Sendespiel (Hörspielbearbeitung) – Funk-Stunde Berlin, Sendespielbühne – Abteilung: Schauspiel)[6]